# Alberto Sironi (reżyser)
Alberto Sironi (ur. 7 sierpnia 1940 w Busto Arsizio, zm. 5 sierpnia 2019 w Asyżu) – włoski reżyser, scenarzysta i aktor.

## Biografia
Alberto Sironi urodził się w Busto Arsizio, w Lombardii 7 sierpnia 1940 roku. Formował się w Szkole Sztuk Dramatycznych (wł. Scuola d’Arte Drammatica) przy Piccolo Teatro w Mediolanie, w którym został zatrudniony jako aktor i pomocnik reżysera. W latach 70. XX wieku związał się z włoskim nadawcą Rai, dla którego realizował różne materiały i reportaże, także sportowe. W 1978 napisał scenariusze i wyreżyserował dwa kryminały na podstawie opowiadań Giorgia Scerbanenco. W latach 1987–1990 był autorem pięciu odcinków serii kryminalnej Eurocops. W 1995 zrealizował wraz z Giannim Celatim i Giuseppem Tornatorem mini serial o życiu kolarza Fausta Coppiego Il grande Fausto dla Rai 1. Począwszy od końca lat 90. XX wieku realizował popularny we Włoszech serial kryminalny Komisarz Montalbano (wł. Il commissario Montalbano) na podstawie prozy Andrei Camilleriego. W 2008 roku nakręcił kolejna ekranizację „Pinokia”, dwuczęściowy film Pinokio – opowieść o chłopcu z drewna, do którego muzykę napisał Jan A.P. Kaczmarek. Reżyser cierpiał na nowotwór. Zmarł w Asyżu 5 sierpnia 2019 roku.
Był żonaty z Lucią Fiumi.